# Фірмовий бланк
Бланк (від фр. blank — «білий, чистий») — макет документа у вигляді паперового листа, що містить елементи фірмового стилю або інформацію постійного характеру (накладні, акти, листи і т. ін.); призначений для подальшого заповнення та внесення записів у відведені місця від руки або машинним способом.

## Вимоги
Для бланків використовують папір форматів А4 (210х297 мм) і А5 (148х210 мм). Допускається виготовлення бланків на папері форматів А3 (297х420 мм) і А6 (105х148 мм).
Бланки документів повинні мати такі поля:
30 мм — лівий
10 мм — правий
20 мм — верхній та нижній.

## Види бланків
1. загальний бланк для виготовлення будь-якого виду документа (крім листа);
2. бланк листа;
3. бланк конкретного виду документа, крім листа

Загальний бланк може включати такі реквізити:
- зображення Державного герба України, герба Автономної Республіки Крим — 01;
- зображення емблеми організації або товарного знака (знака обслуговування) — 02;
- зображення нагород — 03;
- код організації за ЄДРПОУ — 04;
- назва організації вищого рівня — 06;
- назва організації — 07;
- довідкові дані про організацію — 09;
- місце складання або видання документа — 14

Бланк листа може містити такі реквізити:
- зображення Державного

герба України, герба Автономної Республіки Крим — 01;
- зображення емблеми організації або товарного знака (знака

обслуговування) — 02;
- зображення нагород — 03;
- код організації за ЄДРПОУ — 04;
- назва організації вищого рівня — 06;
- назва організації — 07;
- назва структурного підрозділу організації — 08;
- довідкові дані про організацію — 09.